# Расковник (словенска митологија)
Расковник је митска биљка, најпознатија од неколико сличних које постоје у причама из српске, односно словенске митологије, али су се одомаћиле и код неких несловенских народа. Приписују му се многе магијске моћи, а најчешће она да може да откључа све што је закључано и отвори све што је затворено. Међутим, према легендама, ову биљку је изузетно тешко препознати, а наводно су само одређене хтоничне животиње у стању да је идентификују. Верује се да корен расковника има облик мушког тела, са свим деловима и изгледа као мали човек величине палца, некада са све косом на глави. У неким предањима се каже да има девет кора и стабло црвено као крв, док према другима постоје мушки и женски расковник. Употреба расковника у српској митологији често је везана за проналажење скривеног блага, о ком у српском народу постоји велики број митова, а посебно су распрострањени у источној Србији где се и данас могу срести трагачи за хајдучким златом.
У сврљишком крају расковник се назива још и расков или земаљски кључеви”. У околини Лесковца ова биљка је позната и под именима земљи кључеви и расков с'с децу, јер понекад личи на човека са децом.

## Етимологија
Назив биљке расковник у етимолошкој је вези са глаголом „ковати” и упућује на моћ ове биљке да отвори, раскује сваку браву — расковник од расковати нешто што је оковано, закључано. У првом издању Српског рјечника из 1818. године Вук Караџић није уврстио реч „расковник”, док у издању из 1852. пише следеће:
ра́ско̑вни̑к, m. некаква (може бити измишљена) трава, за коју се мисли да се од ње (кад се њоме дохвати) свака брава и сваки други заклоп отвори сам од себе. Ову траву желе особито они који траже у земљи новаца, јер кажу да су они, особито гдје их је много, тако затворени да се без ње не могу отворити и извадити. Приповиједа се у Земуну  да је ондашњи један трговац, желећи такову траву наћи, некакву бабу метнуо у букагије, па је пустио ноћу да иде по ливади: па као гдје би се букагије саме од себе отвориле, ондје мора бити расковник.

## Имена код словенских и других народа
Међу јужнословенским народима биљка која откључава све браве је позната под многим именима, која се значајно разликују од региона до региона. Међу Србима у Србији и Херцеговини и припадницима црногорског племена Кучи најраспрострањенији је назив расковник, али се на југу Србије срећу још и називи расков, земаљски кључеви, земљи кључеви, расков с'с децу.
- Штиpгастој трави је у Срему придавана слична моћ. Ова трава се човеку сама закачи за опанак ако хода по трави на Велику суботу, „после развезивања црквених звона”.
- Земаљски кључ је назив сличан оном који се користи у Јужној Србији, а распрострањен је у Славонији.
- Трава од букагија је назив за ову биљку који се може срести у Госпићу (Хрватска).
- Трава од отвора је назив који се може срести у Далмацији.
- Се-отпира се ова биљка назива на Цресу. Уз ову биљку, да би се врата отворила, користе се и магичне речи.
- Мавричин корен (дугин корен) је назив који се користи у Савињској долини у Словенији. По тамошњем веровању он се могао наћи на месту где дуга (маврица) додирује земљу.
- Еж трева (јеж-трава) је у Македонији трава са сличним моћима.[20]
- Разковниче је назив за овакву биљку уобичајен у Бугарској.

Код других словенских народа такође је, под разним именима, позната биљка сличних особина. нека од њих су:
- Код Руса и Украјинаца биљка која одговара расковнику позната је под називом разрыв-трава.
- На северу Русије среће се назив лом.
- Код прикарпатских Украјинаца позната је клин-трава.
- Пољаци је зову розрив (rozryw).
- Демир-бозан (разби-гвожђе) је турцизам који се користи у околини Бара у Црној Гори, али се ово веровање среће и код Турака.
- Гвозден трава или железна трава назива се у Румунији.[2]

И код других европских народа, од античког времена до данас, позната су слична предања која се везују за биљке различитих назива, међу њима је најпознатија мандрагора.

## Опис биљке
Традиционално се сматра да би мало људи, ако их уопште има, могло препознати ову биљку. Верује се да корен расковника има облик мушког тела, са свим деловима и изгледа као мали човек величине палца, некада са све косом на глави. У неким предањима се каже да има девет кора и стабло црвено као крв. Према предањима из сврљишког краја, постоје мушки и женски расковник. Мушки је само један, док је женских врста чак девет, од којих је само један „прави” и сматра се мајком. Када се преломи један његов „прстак” (било који његов део) из њега потече као млеко бела течност, па изгледа као мајка која доји. Када се преломи мушки расковник из њега потече течност црвена као крв и њу локално становништво назива „Исусова крв”. Верује се такође да свака врста женског раскова има своју намену. У бугарским изворима расковник се понекад описује као биљка која личи на детелину са четири листа, а тако га понекад описују и у Далмацији. Неки извори расковник описују као гранчицу коју животиње проналазе да би спасили своју младунчад из замке.
Верује се да расковник израсте, процвета и увене у току једне ноћи (ноћи пуног месеца), и да током тог  светли.  Међутим и поред свог сјаја расковник је тешко наћи. Према другом веровању, расковник се може пронаћи само уочи Ђурђевдана, у поноћ. Најбоље је ако трагач зна на ком месту расте и тада „мораш да седнеш ту и да мотриш како он ниче и расте, јер док не сване сунце он расте, цвета и процветава, и не познаје се где је био”. Ако трагач не зна тачно на ком месту расковник ниче, мора стрпљиво чекати зору, када (према веровањима из сврљишког краја) долази орао и „трчи да откине цвет и да га прогута, јер га чува и даје му моћ живота дуго година, јер тај цвет га чува”. У народу чак постоји и изрека „живи као сићевички орао”. Пре него што се почне са копањем корена на месту где је орао откинуо цвет, потребно је прекрстити се и запалити свећу. Осим орла, моћ проналажења расковника приписује се и другим животињама, као што су корњача, јеж, коњ, птица жуна...
У Банату и Трансилванији верује се да расковник, или како га тамо називају гвозден трава, нема корен, већ четири ноге, крила и реп, што јој омогућава да се креће. Такав приказ гвозден траве, са наглашеним мушким атрибутима, налази се на украсном керамичком диску у старој цркви у граду Радауци у Румунији.
С друге стране, према бугарским предањима расковник расте на ливадама и може се брати или док је зелена и цвета или на сену, када се већ осуши. Иако није нужно ретка биљка, нити успева само на удаљеним локацијама, неупућенима је ипак немогуће да је препознају.

### Магијске моћи
Верује се да, ономе ко га убере, расковник омогућава да отвори све што је затворено и закључано, али и да нађе скривено благо. Постоји и веровање да ће онај ко поседује расковник постати видовит, па ће тако моћи да пронађе и откопа скривено благо. Такође се верује да помоћу расковника могу да се отварају катанци, ризнице које су затворене и слично.
Према бугарским веровањима, расковник је могао да расцепи земљу на месту где је благо лежало како би људи могли да га лоцирају. Остала натприродна својства која се у бугарским митовима приписују овој биљци укључују алхемијску способност претварања гвожђа у злато, општију способност да заувек учини срећним или богатим онога ко ју је убрао. У неким тумачењима, расковник је божанска биљка која остварује све што пожели особа која је поседује.
Некада су жене ушивале расковник у део одеће мушкараца који су ишли у рат, јер такође постоји веровање да он штити и од метка.
У источној Србији такође се верује и да „расковник деветокрил” помаже нероткињама. Жене које немају децу носе га за појасом, „потопе га у воду, па пију воду”. Веровало се да постоји „мушки” и „женски” расковник, па у зависности од тога какву су децу желели такав су корен ове биљке и употребљавали.
Постоји и веровање да вода у којој је стајао потопљен расковник, када се попије, ослобађа од „набачених чини”.

### Начин коришћења
Према народном веровању, за коришћење расковника потребно је посебно знање. Пре свега важно је знати како да га наћи, ископати, транспортовати и употребити. На пример, ако би се убрани корен само ставио у џеп, он би угинуо и никакве користи од њега не би било. Када се извади из земље расковник је бео и потпуно чист. Када се узима не сме да се додиривати голом руком, већ га треба узимати белим пешкиром или марамицом који су чисти и испеглани, „као дете кад окупаш и повијеш га у белу пелену”. Верује се да расковник не може да живи без црног вина. Зато треба у воштану кутију налити природно црно вино од чистог зрна грожђа. Чим се расковник ископа, треба га ставити у ту кутију са вином и посматрати шта он ради. Чим доспе у вино, расковник почне да се помера и окреће, све док се и не окупа. Када се окупа он се умири и тада се кутија може поклопити, такође воштаним поклопцем. Затворену кутију треба умотати у бели пешкир, а такав расковник се може користити.
Као што је већ речено, верује се да се сваку ризницу чува један расковник. Када је чува мушки, да би се ушло, треба донети женски и обрнуто. Док они воде љубав, а они воде љубав 20 минута, настаје „цика и пиштање”. За то време човек може несметано да изнесе из ризнице шта год жели, али после тих двадесет минута не може се изнети ни најмањи предмет. Ако се погреши, па се у ризницу коју чува женски расковник донесе такође женски неће бити никаквих последица, али трагач неће моћи да уђе. Међутим, када се донесе мушки расковник до ризнице у којој се налази такође мушки, долази до стравичне буке, све се руши и ломи и може бити опасно по живот трагача.  Једна од ситуација у којој се у највећој мери може сагледати моћ којом располаже расковник, јесте управо борба два мушка расковника, током које се ослобађа огромна енергија. Тада настаје борба између два мушка раскова, што „руши камен и брда, и све се руши, и човек остаје тамо”. По једном казивању, управо из тих разлога „златари”, који су отварали магазу у планини Кукавици, код Лесковца, нису више изашли. Различити казивачи у многим крајевима Србије често наводе да расковник располаже огромном силом, несхватљивом обичном смртнику. Према једном казивачу, из етно-филма Каменка Катића: „То је нека сила Божија, ко то зна шта је”.
Према предању из Пољске, када се дође до расковника треба направити рез на длану и стави комадић те траве у рану да са њом срасте. Слично веровање посведочено је код прикарпатских Украјинаца, где су лопови зашивали испод коже на десној руци клин-траву добијену преко птице жуне. Довољно је, како се веровало, само дотаћи браву том руком и она би се сама отворила. Слично веровање постојало је и у околини Ивањице. Према њему, расковник су уметали у расечени палац с намером да ту срасте. Према српским предањима, за многе хајдуке веровало се да су имали расковник испод коже. Једно од таквих веровања везано је за четничког војводу Косту Пећанца који је, по казивањима, имао расковник усађен у длан и због тога могао да отвори сваку браву.

### Налажење
Верује се да су расковник тражили ловци на благо, чаробњаци и травари који су желели његове магичне моћи за личну корист. У Србији се веровало да постоје одређена блага, као што је Благо цара Радована које се налази у некој згради која на вратима има закључане браве и катанце, па се до блага може доћи само помоћу расковника, али се он не може наћи. Према многим предањима, до расковника се може доћи само уз помоћ хтоничних животиња. Код балканских Словена добијање расковника најчешће је везано за корњачу и јежа (Србија, Црна Гора, Бугарска, Македонија), а изузетно и за змију у Далмацији. Корњача и јеж као доносиоци одговарајуће чаробне биљке појављују се и у западној Украјини, а змија на руском Северу. Код Западних Словена, Хрвата, Словенаца и делом Источних Словена одговарајућу чаробну биљку доносе птице. Најчешће је то детлић (жуна), а може бити и ласта, сова, сврака, пупавац. Ову поделу словенског простора илуструју и два главна сижеа у предањима о начину добијања чаробне биљке. Први је заступљен код Јужних Словена и заснива се на предањима везаним за корњачу и јежа, док је код Западних Словена заступљен сиже везан за птице.
У разним веровањима и предањима помињу се и други начини како се може добити расковник или друга одговарајућа биљка. Међу њима је и оно из Вуковог Ријечника, по коме се букагије отварају на месту где расте расковник. У околини Бара у Црној Гори расковник је познат под именом демир-бозан („разби-гвожђе“). Веровало се да ако коњ са букагијама на ногама пређе преко ње, ноге му се ослободе. Слична прича постоји и у околини Зајечара.
Код прикарпатских Украјинаца се веровало да, ако човек косећи наиђе на клин-траву, из косе испадну сви клинови. У околини Ивањице, ако се човеку сломи коса у току кошења, то је због расковника. Тада треба да скупи покошену траву из задњег замаха и да њоме додирује закључани катанац. Када наиђе на расковник катанац ће се отворити.
По веровању из Лике, кључе земаљске човек може добити од виле, ако му је наклоњена, или ако га виле ветром однесу и после годину дана поново врате као вилењака.

### Хтоничне животиње које проналазе расковник
- Корњача — Верује се, нарочито око Алексинца и Сокобање, да се расковник може пронаћи уз помоћ корњаче, или жељке, како се она у овим крајевима назива. Док корњача није ту треба зазидати њено гнездо. То се ради тако што се око гнезда сплете пруће, направи се кош и загради се и на том месту се сачека. Корњача не може на други начин да савлада препреку и отвори гнездо, сем да пронађе расковник. Корњача зна где може да га пронађе, узме га у уста, донесе и „само додирне зазидано”, након чега се зид разруши. Међутим, расковник се од корњаче тешко може уграбити, јер га она брзо прогута.[13] Према бугарском народном предању, корњаче су биле једина бића која су познавала изглед биљке и место на ком расте, а начин на који се помоћу корњаче до њега долази готово је идентичан оном из предања са југа Србије.[6][7]
- Јеж — По предању из Мостара, треба у сандук затворити мале јежеве и чекати да дође јежица носећи у устима расковник, од чијег додира се сандук отвори. Такође и јежица покушава одмах да поједе расковник. Слична веровања постоје и у Македонији (еж трева). У Дебру (Македонија) се веровало да јеж има испод језика сакривену чудесну траву, и да се она може добити једино ако га човек изненада убије када испружи главу.[8] Према веровању у Бугарској, када јеж остари он проналази посебну траву од које поново постаје млад.[28]
- Црна жуна — Ово предање је познато у Западној Европи. Према овом предању човек може добити чудесну биљку од црне жуне (детлића), или друге птице, ако затвори клином отвор у шупљини дрвета где му се налазе јаја или птићи, а испод отвора распростре тканину црвене боје. Тада птица пронађе и донесе чудесну биљку од које клин излети из отвора а затим, у жељи да је уништи, траву испусти на платно, мислећи да је то ватра и да ће она изгорети.[8] У Славонији су забележена слична веровања о биљци земаљски кључ која се може прибавити уз помоћ црне жуне, која је једина познаје.[20] По Пољском предању, детлић на црвено платно испусти неколико трава. Да би се открило која је од њих права, треба их све бацити у текућу воду. Сматра се да је права она која плови узводно. После тога човек направи рез на длану и стави комадић те траве у рану да са њом срасте.[8]
- Орао — Ако трагач не зна тачно на ком месту расковник ниче, мора да посматра већу површину и сачека да прва зора заруди. Тада орао долази орао и „трчи да откине цвет и да га прогута”, јер га он чува и даје му дуговечност. Када орао откине цвет, на том месту треба ископати корен.[23]
- Ласта — Према једном пољском веровању, чаробна биљка се могла добити и од ласте. Треба узети једно јаје из њеног гнезда и скувати га, а затим неприметно вратити у гнездо. Тада ласта донесе чаробну траву, која има моћ да га оживи.
- Змија — У Далмацији се веровало да траву од отвора може пронаћи онај ко баци свој појас на сплет змија и успе да се спаси од њих бежећи према сунцу. Расковник ће наћи на месту где су лежале змије. На северу Русије постоји веровање да чудесну биљку која отвара сваку браву - лом, држи у устима змија.[8]

## Легенде и предања
У Неготину и околини постоји предање да су трагачи за благом расковником отварали пећинска врата, али су се ретко враћали живи. Једна таква пећина налази се на планини Ртањ у близини Бољевца. Прича се да се група Штубичана никада није вратила из те пећине.
По предању из сврљишког крају, хајдук Вељко је знао где се налази благо попа Мартина, а веровало се и да управо он чува расковник помоћу ког се може доћи до тог блага. Њега су убили разбојници управо да би се домогли расковника, али нису успели да га нађу.
Према другом казивању казивању, извесни травар Деда Борко једини је нашао „тог раскова” на врху званом „Црвене стене”, на Сврљишким планинама. По овом казивању, расковник расте само на том врху, и то искључиво мушки. Сматра се да је Деда Борко могао да лечи управо зато што је поседовао расковник. Прича се да је он 40 година тражио расковник. Излазио је уочи Ђурђевдана на планину и по 4 до 5 дана у шатору боравио на њој. Само је једном пронашао расковник и то му је служило док је био жив. По казивању, Деда Борко је живео око 98 , а његова дуговечност се такође приписује дејству расковника.
Постоји и прича о томе како су у Голубац, у Ђердапској клисури, долази „људи из државе Јордан”, који су донели прави женски расковник, али нису ништа успели да ураде, што је „доказ” да се тамо такође налази женски примерак. По веровању, у голубачкој тврђави постоји магаза која је некада припадала Хајдук-Вељку. За коришћење раскова најбитнији је корен, у облику човека.
На неким местима не постоји сметња да се уђе у ризницу, да се разгледа и претура, али се не може изаћи док се год има било шта од блага у рукама: „кочи те нека сила, као неки зид те спречава”. Чим се благо остави, одмах је могуће несметано изаћи. Мисли се да у таквим ситуацијама само расковник помаже. Прича се да постоји подземни пролаз који води према граници и ризници Поп-Мартина и који је познат, али кад се дође испред врата, ту се наиђе на мноштво полуга и катанаца и трагач (или „златар”) даље од тога не може да приђе. За ту ризницу у народу се прича да је најбогатија у југоисточној Србији.
Једно предање каже како су људи копали благо а испод њих је затутњала земља и искочио човек „црн као да је у огњу горео и сав окован ланцима. Тај човек је затражио да му нађу брата Расковника. Људи нађу биљку расковник, човек поново изађе, ланци на њему попуцају и он нестане, а тамо где је био остане пун казан златника”.

### Благо цара Радована
Простори на којима живе Срби често су кроз историју били мета освајача, тако да је народ стално стрепео за свој живот и имовину. Зато су они богатији, кад год су претили ратови и несигурна времена, закопавали и скривали своју имовину. Такође се верује и да су хајдуци закопавали благо које су отимали од Турака. Дешавало се да се понегде заиста нађе неко закопано благо, што је дало повод народној машти да изнедри бројне легенде о великом закопаном благу. Међу тим легендама посебно место заузимају оне о благу цара Радована, иако такав цар заправо никада није постојао. Веровање у скривено благо митског цара Радована и у 19. веку било је општераспрострањено у источној Србији. У митском систему који се образује у вези са мотивом трагања за златом, у сврљишкој области, средишње место је резервисано за чудесну биљку расковник. По народном веровању, у највећем броју случајева до злата се може доћи само уз помоћ расковника.

## Биљне врсте за које се верује да представљају расковник
У неким културама под расковником се подразумева конкретна биљка. Најпознатија од ових биљака је Laserpitium siler (син. Siler trilobum). У источној Србији, где се употребљавала у магијској медицини, народно име ове врсте је управо расковник. Поред осталог, веровало се да вода у којој је стајао потопљен расковник, ако је човек попије, може ослободити од бачених чини. У околини Лесковца употребљавали су је против чини бачених на стоку, да „поврате одузето млеко”.
Разковниче је и уобичајени бугарски назив за четворолисну водену папрат, у Србији познату и као разноротка (лат. Marsilea quadrifolia) која по свом изгледу има много сличности са описима митског расковника.
У Русији и Украјини биљка са особинама расковника се зове разрыв-трава, што је тамошње домаће име за врсту Impatiens noli-tangere, у Србији познату као прскавац.
Неки казивачи изједначују расковник са магијском биљком мандрагором (лат. Mandragora officinarum),> која је позната по корену са антропоморфним елементима. Неки извори укључују и врсте Laser trilobum (мушки расковник) и Peucedanum officinale (расковник, слатинско девесиље, слатинска сиљевина) у Војводини.
У Румунској етноботаници постоје две биљке којима се приписују магијске моћи расковника, а које се називају гвозден трава. Једна је Vincetoxicum hirundinaria (син. Cynanchum vincetoxicum), чије коришћење није препоручљиво у народној медицини, а која је у Хрватској позната као бијели или јадрански ластавичњак и заштићена је законом. Друга је росуља (или росика), познатија као биљка месождерка (Drosera).
- Laserpitium siler
расковник
(Србија)
- Marsilea quadrifolia
расковниче
(Бугарска)
- Impatiens noli-tangere
разрыв-трава
(Украјина и Русија)
- Laser trilobum
мушки расковник
- Peucedanum officinale
расковник
(Војводина)
- Гвозден трава Vincetoxicum hirundinaria (Трансилванија)
- Росуља (Drosera), такође позната као гвозден трава (Румунија)
- Mandragora officinarum
мандрагора

## Метафоричка употреба
Као једна од најпознатијих магичних биљака у српској митологији, расковник је постао један од симбола српског језика, традиције и културе. Ова митска биљка такође је ушла и у савремени бугарски речник, као метафора за магични кључ или лек у ширем смислу. Израз „пронаћи разковниче” значи пронаћи решење за одређени проблем, обично сложен или тежак.

## Расковник у српској култури
- Према овој митској биљци име је добио Расковник, часопис за књижевност и културу на селу. Покренут је 1968. године са циљем да окупи даровите народне ствараоце, објављује нове записе народних умотворина, као и да подстиче развој културе на селу.[42] На клапни предње корице сваког броја одштампан је цитат из Српског рјечника, део Вуковог објашњења овог појма: „Расковник је некаква (може бити измишљена) трава за коју се мисли да се од ње (кад се њоме дохвати) свака брава и сваки други заклоп отвори сам од себе”.
- Године 2015. покренут је пројекат Расковник: српски лексикографски портал и платформа за упоредна истраживања српске лексике.[43] На насловној страни портала стоји између осталог: „Расковник је магична биљка која откључава браве и катанце, али не морате нама веровати на реч. Погледајте како је расковник дефинисао Вук у свом Српском рјечнику... Као речничка платформа, Расковник не пружа фантастичне браварске услуге али помаже у „откључавању” језичких тајни: кaква је, на пример, разлика између вампирџије и вампируље? Како се проверава да ли је неко прави дембел? А за кога можемо да кажемо да је џенабет човек?”[44]
- Године 2007. основан је хор студената Фармацеутског факултета Расковник. Хор окупља студенте заинтересоване да се, поред редовног студирања, баве и културно-уметничким стваралаштвом и активностима, на аматерској основи.[45]

### Расковник у књижевности
О народном веровању у магичну моћ биљке расковник писао је још Бора Станковић у причи Биљарица, објављеној 1902. године у збирци кратких прича Божји људи. Главна јунакиња приче је старица која живи сама у планини и одатле повремено силази у град, како би продавала лековито биље. Она припада посебном слоју људи који углавном егзистирају на маргинама друштва, у свакодневном животу унижени и изопштени, али који у празничном времену добија улогу медијатора између људског и божанског света. За разлику од „обичних” људи, она ноћу не спава, већ бере лековито биље које баш тада најлакше налази, према мирису. Међутим, још је један разлог зашто она живи сама у планини. Наиме, у младости је радила као служавка у селу, али је побегла одатле и настанила се у планини, „тамо, горе, више Маркова Калета, међу папратом и здравцем једнако чекајући да нађе расковник”. Потом у приповедање о старој биљарици писац уноси дигресију о народним веровањима о расковнику и његовој моћи отварања брава и проналажења закопаног блага. Управо је жеља да буде богата, о чему је сањала још од ране младости, Биљарицу одвела у потрагу за расковником. Набрајањем свих жеља које се надала да ће остварити новцем добијеним помоћу расковника она заправо показује своју потребу за остваривањем одређеног друштвеног статуса. Том сну о богатству и срећи она је посветила остатак свог живота. Иако се сан не остварује све до позних година, она и даље наставља своје трагање за чудотворном биљком, верујући да ће јој она омогућити да купи кућу, земљу и стоку и врати се у град. Потрага за расковником до те мере је испунила њен живот и унутрашњи свет, да је њена егзистенција у потпуности подређена том циљу, због чега је умрла у планини сама и заборављена. Како каже Станковић на крају приче: „И тај јој расковник дошао главе.”
Расковнику као метафори Бранко Миљковић је посветио песму Расковник.